# پشته کل‌کل
پشته کل‌کل، روستایی از توابع بخش آسمان آباد شهرستان چرداول در استان ایلام ایران است.

## جمعیت
این روستا در دهستان کل کل قرار دارد و براساس سرشماری مرکز آمار ایران در سال ۱۳۹۵، جمعیت آن ۵۸ نفر (۱۶خانوار) بوده‌است.